# Metasia sinuifera
Metasia sinuifera là một loài bướm đêm trong họ Crambidae.